# Listă de regizori de film - W
|  | Liste alfabetice de regizori de film A - B - C - D - E - F - G - H - I - J - K - L - M - N - O - P - Q - R - S - T - U - V - W - X - Y - Z |

| - Frații Wachowski - Andrzej Wajda (* 1926) - Randall Wallace - Raoul Walsh (1887 - 1980) - Charles Walters (1911 - 1982) - Sam Wanamaker - Wayne Wang - Vincent Ward - Andy Warhol (1928 - 1987) - Lothar Warneke (* 1936) - Denzel Washington - John Waters (regizor) (* 1946) - Dieter Wedel (* 1941) - Paul Wegener (1874 - 1948) - Alfred Weidenmann (1916 - 2000) - Peter Weir (* 1944) - Chris Weitz | - Paul Weitz - Orson Welles (1915 - 1985) - William A. Wellman (1896 - 1975) - Wim Wenders (* 1945) - Lina Wertmüller (* 1926) - Kai Wessel (* 1961) - James Whale (1893 - 1957) - Bernhard Wicki (1919 - 2000) - Bo Widerberg - Virgil Widrich (* 1967) - Conrad Wiene (1878 - ?) - Robert Wiene (1881 - 1938) - Klaus Wildenhahn (* 1930) - Billy Wilder (1906 - 2002) - Gene Wilder - Max Willutzki (* 1938) - Henry Winkler | - Adolf Winkelmann (* 1946) - Michael Winner - Michael Winterbottom - Franz Winzentsen (* 1939) - Frank Wisbar (1902 - 1967) - Robert Wise (* 1914) - Frederick Wiseman (* 1930) - Konrad Wolf (1925 - 1982) - Douglas Wolfsperger (* 1958) - Kar-wai Wong (* 1958) - John Woo - Sam Wood (1883 - 1949) - Edward D. Wood Jr. (1924 - 1978) - Sönke Wortmann (* 1959) - Geoffrey Wright - William Wyler (1902 - 1981) |

### Vedeți și
- Listă de actori - W
- Listă de actrițe - W